# Antônio Soares Costa
Dom Antônio Soares Costa ou Dom Costa, (Nova Cruz, 18 de junho de 1930 - Caruaru, 7 de junho de 2002), foi um bispo católico brasileiro. Foi bispo auxiliar de Natal e bispo diocesano de Caruaru.

## Biografia
Dom Antônio Soares Costa, chamado por todos Dom Costa, nasceu em Nova Cruz, no Rio Grande do Norte, a 18 de junho de 1930. Filho de Francisco Soares Costa e Luiza Soares Costa. Ordenado sacerdote aos 8 de dezembro de 1955, na Catedral Metropolitana da Natal. Após ordenação, exerceu várias atividades em sua arquidiocese: Capelão do Sanatório Getúlio Vargas, da Casa de Saúde São Lucas e do Colégio Marista; Professor do seminário São Pedro; Chanceler da Cúria Metropolitana; e atuou junto à Ação Católica em 2 de dezembro de 1971, sendo sagrado no dia 6 de fevereiro de 1972.

## Episcopado
Aos 2 de dezembro de 1971, o Papa Paulo VI, nomeia o Padre Antônio Costa, Bispo de Sinnada e auxiliar de Natal. Foi ordenado por Dom Nivaldo Monte, com consagrantes Dom Manuel Tavares e Dom Gentil Diniz Barreto.
Dom Costa foi um grande bispo para a Arquidiocese de Natal, pois, auxiliou Dom Nivaldo Monte nos anos difíceis, Pós-Concílio Vaticano II e agravou-se pela situação do Brasil na época, foi também o o bispo de juventude e uns dos idealizadores da "Nova Catedral". A situação foi difícil por falta de recursos para a construção da nova Sé de Natal.
Participou ativamente da construção da nova Catedral de Natal, e em 1991 organizou o Congresso Eucarístico Nacional que teve como ponto alto a presença do Papa João Paulo II. Tornou-se presidente do MEB – Movimento Educação de Base, e presidente do Regional NE-II da CNBB. 
Em 27 de outubro de 1993 o Santo Padre o Papa João Paulo II nomeou o novo Bispo de Caruaru, Dom Antônio Soares Costa, da Arquidiocese de Natal-RN. Nomeado bispo de Caruaru tomou posse, no dia 19 de dezembro de 1993.
Renovou a Pastoral Diocesana e por ocasião dos 50 anos da Diocese realizou o Congresso Eucarístico Diocesano. Construiu o Centro de Pastoral e celebrou com toda a Igreja o Jubileu do Ano 2000. Faleceu repentinamente em 7 de junho de 2002.

## Ordenações episcopais
Dom Costa foi o principal sagrante de:
- Luís Gonzaga Silva Pepeu, O.F.M.Cap.